# Jacques de Thérines
Jacques de Thérines est un théologien et abbé cistercien français, né à Thérines à une date inconnue du XIIIe siècle, mort et inhumé à l'abbaye de Pontigny le jour de la Saint-Luc, le 18 octobre 1321.

## Biographie
Jacques de Thérines est maître en théologie, régent des études au collège Saint Bernard à Paris entre 1306 et 1309. 
Le premier document sur lequel apparaît le nom de Jacques de Thérinis est une lettre collective adressée au roi Philippe le Bel lui recommandant un étudiant en théologie de la Faculté de Paris, Raoul de Vemars, signée par Jacques, moine de Chaalis, de l'ordre de Cîteaux, maître régent en théologie, datant probablement des années 1304-1306.
Le 25 mars 1308, avec treize autres maîtres, il donne au roi un avis sur la question des Templiers. Ils estiment que les aveux des Templiers autorisent la condamnation de l'ordre du Temple, mais ils se prononcent contre le droit du prince d'arrêter, d'examiner et de punir des hérétiques sans en avoir été requis par l'Église, sauf en cas de péril évident et notoire. Ils reconnaissent aux Templiers le caractère de religieux et d'exempts. Contre l'espoir du roi, ils décident que les biens des Templiers doivent être réservés à la défense de la foi et aux secours aux Lieux Saints. On trouve sur cet avis, quatorze sceaux dont celui de magistri Jacobi de Karoli Loco. Il est encore moine de Chaalis. Il devient peu après abbé de son monastère.
Il a un rôle important au concile de Vienne, entre octobre 1311 et mai 1312, convoqué par le pape Clément V à la demande du roi de France Philippe le Bel pour discuter de l'avenir de l'Ordre du Temple et qui a et abouti à la suppression de l'Ordre. Il y a plaidé la défense de l'exemption des religieux.
En 1317-1318, il répond à deux questions posées aux abbés de Chaalis et de Pontigny par le pape Jean XXII : « L'ordre de Cîteaux a-t-il besoin de réforme ? Pourrait-il contribuer aux frais de la croisade ? »
Il apparaît comme abbé de Chaalis dans des actes passés par le maire de Compiègne er 1317-1318. Avant le 11 juin 1318, il quitte l'abbaye de Chaalis pour devenir abbé de l'abbaye de Pontigny. C'est en qualité  de professeur de théologie et d'abbé de Pontigny qu'il se prononce sur certaines doctrines attribuées aux frères Mineurs poursuivis en Provence. Avec d'autres théologies, dont Michel de Césène et Durand de Saint-Pourçain, il juge ces thèses contraires à l'exemple du Christ, à la vérité évangéliques et à l'autorité du Saint-Siège, donc hérétiques les trois articles incriminés dont les auteurs ont été condamnés au bûcher. Le nouvel abbé de Pontigny n'a prêté serment d'obéissance à l'évêque d'Auxerre que le 7 novembre 1319 mais en se conformant à la règle de saint Benoît. Le 18 août 1320, il prend part à une assemblée présidée par l'évêque d'Auxerre pour déterminer l'emplacement des relique de saint Amator.
Une épitaphe dans l'abbatiale de Pontigny signalait la date de la mort de Jacques de Thérines le jour de la Saint-Luc 1321.

## Publications
Il a aussi été cité sous les noms de Jacques de Thermes (Jocobi de Thermis) ou de Jacques de Tharmes (Jacobi de Tharmis).
Jacques de Thérines est l'auteur de deux Quodlibets, en 1306 et 1307, dans lesquels il traite de questions morales, la question de la vie béatifique, la psychologie de l'acte volontaire et, enfin, la conception de la vertu morale. Les réponses qu'il apporte ne sont pas originales mais il s'appuie à partir de sources doctrinales proches du thomisme et reprend des doctrines exposées par les maîtres des générations précédentes, en particulier Henri de Gand, Jacques de Viterbe et Pierre d'Auvergne. La tradition cistercienne est peu représentée dans son œuvre.
- Deux Quodlibets, dans Manuscrit Latin no 14565, Bibliothèque nationale de France provenant de la bibliothèque de l'abbaye de Saint-Victor. Dans la question 14 du Quodlibet I, il se prononce contre l'expulsion des Juifs et cite le cas du miracle des Billettes datant du 2 avril 1290[1]. Il réfute aussi les thèses de Fra Dolcino[2] et défend l'exemption des religieux accordée par le pape.
- Au cours du concile de Vienne, il défend l'exemption des religieux accordée par le pape. Les arguments qu'il a développés se retrouvent dans le manuscrit no 339 de la bibliothèque de Dijon, folios 2-64, dans le manuscrit no 2143 de la bibliothèque de Troyes, dans le manuscrit no 450, folios 1-58, de la bibliothèque de Lille et de Wurzbourg sous le titre Contra Impugnutores Exemptionum qui est reproduit par Bertrand Tissier, « Tractatus dominiIacobi de Thermis abbatis Caroliloci, cister. ordinis : Contra Impugnutores Exemptionum  Pivilegiorum, editus Viennæ tempore concilii generalis », dans Bibliothecae Patrum Cisterciensium, t. 4, Bonnefontaine, 1662 (lire en ligne), p. 262-315. Cet écrit réfute le mémoire de Gilles de Rome, archevêque de Bourges, Contra exemptos. Gilles de Rome ayant rédigé par la suite une version abrégée de son Contra Exemptos, Jacques de Thérines a fait paraître un Compendium, version abrégée de sa première réponse.
- Quæstio de Exemptionibus, conférence prononcée au cours du concile de Vienne.
- Responsio ad quædam quæ petebant prælati in præjudicium exemptorum, opuscule rapportant le débat sur l'exemption au cours du concile de Vienne.
- Responsio facta papæ Johanni XXII, réponse au pape Jean XXII aux questions « L'ordre de Cîteaux a-t-il besoin de réforme ? Pourrait-il contribuer aux frais de la croisade ? »
- Quodlibets I et II ; texte critique avec introduction, notes et tables publication par Mrg Palémon Glorieux, Paris, Librairie Philosophique J. Vrin, coll. « Textes philosophiques du Moyen Âge » (no VII), 1960, 491 p. (ISBN 978-2711607044)